# آجیسن رامن
آجیسن رامن (ژاپنی: 味千ラーメン) شرکت صنایع غذایی ژاپنی است، که در سال ۱۹۶۸ تأسیس شد.